# Phường 14, Quận 8
Phường 14 là một phường thuộc Quận 8, Thành phố Hồ Chí Minh, Việt Nam.
Phường 14 có diện tích 0,55 km², dân số năm 2021 là 20.032 người,  mật độ dân số đạt 36.421 người/km².